# Крапивин, Яков Прохорович
Я́ков Про́хорович Крапи́вин (1913—1993) — капитан Советской Армии, участник Великой Отечественной войны, Герой Советского Союза (1943).

## Биография
Яков Крапивин родился 14 ноября 1913 года в селе Сояна Мезенского уезда Архангельской губернии (ныне Мезенского района Архангельской области). После окончания начальной школы работал сначала в рыбацкой артели, затем на лесозаводе. Окончив Архангельский техникум связи, работал начальником отделения связи. В 1935—1940 годах проходил службу в Рабоче-крестьянской Красной Армии. В марте 1942 года Крапивин повторно был призван в армию. В том же году он окончил курсы младших лейтенантов и был направлен на фронт Великой Отечественной войны. К сентябрю 1943 года лейтенант Яков Крапивин командовал стрелковой ротой 86-го стрелкового полка 180-й стрелковой дивизии 38-й армии Воронежского фронта. Отличился во время битвы за Днепр.
В ночь с 28 на 29 сентября 1943 года рота Крапивина успешно переправилась через Днепр в районе села Старые Петровцы Вышгородского района Киевской области Украинской ССР и захватила плацдарм на его западном берегу, после чего удерживала его до переправы всего полка.
Указом Президиума Верховного Совета СССР от 29 октября 1943 года за «образцовое выполнение боевых заданий командования на фронте борьбы с немецкими захватчиками и проявленные при этом мужество и героизм» лейтенант Яков Крапивин был удостоен высокого звания Героя Советского Союза с вручением ордена Ленина и медали «Золотая Звезда» за номером 1199.
В 1946 году в звании капитана Крапивин был уволен в запас. Вернулся на родину, где продолжал работать начальником отделения связи. В 1950 году Крапивин окончил курсы повышения квалификации при техникуме связи. В 1969 году вышел на пенсию. Проживал в родном селе. Умер 21 мая 1993 года.
Был также награждён орденом Отечественной войны 1-й степени и рядом медалей.